# Coelogyninae
De Coelogyninae vormen een subtribus van de Arethuseae, een tribus van de orchideeënfamilie (Orchidaceae).
De naam is afgeleid van het geslacht Coelogyne.
De subtribus omvat 21 geslachten met ongeveer 730 soorten terrestrische of epifytische orchideeën uit tropische streken van India, Zuidoost-Azië, Japan en de eilanden van de Stille Oceaan.
Ze zijn dikwijls in het bezit van pseudobulben, een dunne en verlengde bloeistengel met kleine, onopvallende bloemen met de kelkbladen en kroonbladen gelijk. Andere soorten hebben ondergrondse stengelknollen, een eindstandige bloeiwijze en grotere bloemen.
Coelogyninae zijn over het algemeen makkelijk in cultuur te brengen, en hun soms spectaculaire bloeiwijze maakt ze populair bij orchideeënverzamelaars.

## Taxonomie
Coelogyninae is als groep reeds beschreven door George Bentham in 1881 (zij het dan onder de naam Coelogyneae), maar bevatte toen enkel soorten met pseudobulben. Sindsdien zijn ook geslachten met ondergrondse stengelknollen zoals Bletilla, Thunia, Dilochia en Glomera in de subtribus opgenomen.
- Geslachten:
  - Aglossorhyncha
  - Bletilla
  - Bracisepalum
  - Bulleya
  - Chelonistele
  - Coelogyne
  - Dendrochilum
  - Dickasonia
  - Dilochia
  - Entomophobia
  - Geesinkorchis
  - Glomera
  - Gynoglottis
  - Ischnogyne
  - Nabaluia
  - Neogyna
  - Otochilus
  - Panisea
  - Pholidota
  - Pleione
  - Thunia